# Melba-astrild
De melba-astrild(e) of (Pytilia melba) is een vogel uit de familie van de prachtvinken (Estrildidae),  van oorsprong afkomstig uit Zuid-Afrika.  Verwante soorten worden ook gezien in Midden- en Oost-Afrika.

## Kenmerken
Het voorhoofd, de keel en de wangen zijn felrood en de nek is grijs. Het snaveltje is oranjerood. De rug en de vleugels zijn olijfgroen, de staart en de romp zijn weer rood. De borst is oranje en de buik is wit met zwarte dwarsstreepjes. Mannetjes en vrouwtjes zijn goed van elkaar te onderscheiden want het vrouwtje heeft, behalve de kleur van het snaveltje, geen rood aan de kop, en is over het geheel wat matter van kleur.  De totale lengte van kop tot puntje van de staart is 12-13 centimeter.

## Sociaal
De melba-astrilden kunnen goed overweg met niet-verwante soorten, maar tegenover soortgenoten en verwante soorten zijn ze zeer agressief, ook buiten de broedperiode. Het is daarom wenselijk slechts één paartje per volière te houden, of als men er niet mee wil kweken, alleen vrouwtjes te houden.

## Verzorging
Deze vogels moeten zorgvuldig geacclimatiseerd worden. Het zijn zon- en warmte minnende vogels, die graag in het zonnigste plekje van de volière zitten, die wel vrij dicht beplant moet zijn met struiken en klimop. Ze moeten gevoederd worden met gierst, witzaad, graszaden en miereneieren. Water, grit en maagkiezel moeten vanzelfsprekend altijd voorhanden zijn.

## Verspreiding en leefgebied
De soort telt acht ondersoorten:
- P. m. citerior: van Mauritanië, Senegal en Gambia tot zuidelijk Soedan.
- P. m. jessei: van noordoostelijk Soedan tot noordwestelijk Somalië.
- P. m. soudanensis: zuidoostelijk Soedan, zuidelijk Ethiopië, centraal en zuidelijk Somalië, noordoostelijk Oeganda en noordelijk en oostelijk Kenia.
- P. m. percivali: van centraal Kenia tot noordelijk Tanzania.
- P. m. belli: van oostelijk Congo-Kinshasa en westelijk Oeganda tot westelijk Tanzania.
- P. m. grotei: oostelijk Tanzania, noordelijk Mozambique en oostelijk Malawi.
- P. m. hygrophila: noordelijk Zambia en noordelijk Malawi.
- P. m. melba: van zuidelijk Congo-Brazzaville en Angola tot zuidwestelijk Tanzania en zuidelijk tot centraal Namibië, noordelijk Zuid-Afrika en zuidelijk Mozambique.